# مارتا اسلیپر
مارتا اسلیپر (انگلیسی: Martha Sleeper؛ ‏ ۲۴ ژوئن ۱۹۱۰ – ۲۵ مارس ۱۹۸۳) بالرین و بازیگر اهل ایالات متحده آمریکا بود. وی بین سال‌های ۱۹۲۳ تا ۱۹۴۵ میلادی فعالیت می‌کرد.
از فیلم‌هایی که وی در آن نقش داشته است، می‌توان به تاکسی ۱۳، ماشین قراضه پادشاه به سلامت، عاشق‌شان باش و سیرشان کن، کک‌های جنجال‌آفرین، کار دنیا به کجا رسیده؟، زنگ‌های کلیسای مریم مقدس، آیا لازم است مردان بلندقد ازدواج کنند؟، شامپانزه، آیا لازم است ملوانان ازدواج کنند؟، اینو به بچه‌ها بگو، مجنون چون روباه، دل‌های لرزان، آقای باگز محترم، و ناگهان عمه آمد و مادام میستری اشاره کرد.